# 瑞合庄站
瑞合庄站是一个位于中国北京市大兴区瀛海镇瑞合路与融兴北二街交叉口，属于北京地铁亦庄有轨电车T1线的有轨电车站。

## 结构
| 地面 | 侧式站台，右側開门             | 侧式站台，右側開门 |
| 地面 | █ 亦庄T1线往屈庄（融兴街）     |                    |
| 地面 | █ 亦庄T1线往定海园（太和桥北） |                    |
| 地面 | 侧式站台，右側開門             |                    |